# 포천시·연천군
포천시·연천군은 대한민국의 옛 국회의원 선거구이다. 당시 경기도 포천시와 연천군 전 지역을 관할하였다.

## 역사
2003년 10월 19일을 기해 포천군이 포천시로 승격되었다. 이에 제17대 국회의원 선거를 앞두고 연천군·포천군 선거구가 포천시·연천군 선거구로 개편되었다.
제20대 국회의원 선거를 앞두고 인접한 선거구들인 양주시·동두천시와 여주군·양평군·가평군 선거구가 인구 상한선을 넘어 선거구 증설이 필요해짐에 따라 연천군은 동두천시와 함께 동두천시·연천군 선거구를 구성하게 되었고 포천시는 가평군과 묶여 포천시·가평군 선거구로 개편됨에 따라 폐지되었다.

## 관할 구역
- 포천시 일원
- 연천군 일원

## 역대 국회의원
| 선거   | 정당 | 정당       | 의원   |
| ------ | ---- | ---------- | ------ |
| 2004년 |      | 열린우리당 | 이철우 |
| 2005년 |      | 한나라당   | 고조흥 |
| 2008년 |      | 한나라당   | 김영우 |
| 2012년 |      | 새누리당   | 김영우 |

## 역대 선거 결과

### 대한민국 제17대 국회의원 선거
|  | 43.43% |

|  | 40.81% |

|  | 10.85% |

|  | 4.89% |

### 2005년 대한민국 재보궐선거
|  | 64.59% |

|  | 26.05% |

|  | 9.35% |

### 대한민국 제18대 국회의원 선거
|  | 49.68% |

|  | 29.72% |

|  | 18.33% |

|  | 2.26% |

### 대한민국 제19대 국회의원 선거
|  | 50.43% |

|  | 34.41% |

|  | 12.51% |

|  | 2.64% |